# Gerardo Núñez
Gerardo Núñez (Jerez de la Frontera, 1961. június 29. –) spanyol flamenco- és dzsesszgitáros.

## Pályafutása
Núñez Jerez de la Fronterában született 1961-ben. Első zenetanára Rafael del Águila y Aranda volt. Tizennégyévesen olyan jelentős énekes-, táncos-képző iskolálába járt, ahol Tío Gregorio el Borrico, Terremoto de Jerez, La Paquera és Mario Maya tanítottak.
Koncertgitárosként készített felvételeket, és kísérte El Turronero, Pansequito, Indio Gitano előadókat. A zeneszerző, koncertgitáros és kísérő hármas szerepében különböző színházi előadásokban lépett fel, amelyek közül a legjelentősebb Mario Maya: ¡Ay Jondo! és Federico García Lorca: Yerma.
Gerardo Núñez számos zenei fesztiválon lépett fel világszerte. Szólistanént is kiváló kritikákat kapott. Az egyik legjobban felkészült gitárosként tartják számon. Több flamenco színpadon és fesztiválon is fellépett országos és külföldi helyszínen: Párizsban, New Yorkban, Kölnben, Havannában, Münchenben. Tagja volt egy gitárnégyesnek is, amellyel a világ minden táját bejárta. Olyan nemzetközi hírű gitárosokkal játszott együtt, mint Erico Raba, Alex de Grassi és Briam Gare. Együttműködött Eberhard Weber basszusgitárossal és Richard Galliano harmonikással.
Zeneszerzőként számos darabot komponált egyik legjobb művésztársának, feleségének, a flamenco táncosnő Carmen Cortésnek. Elkészítette az El Amor Brujo (Manuel de Falla balett) négy gitárra való változatát is.
2012-ben „Travesia” című albuma a 12. helyet érte el a „World Music Charts Europe” listán.

## Albumok
- 1987: El Gallo Azul
- 1989: Flamencos en Nueva York
- 1997: Jucal (international version)
- 1998: Salomé (soundtrack from the Salomé dance show)
- 1998: Calima
- 2000: Jazzpaña II
- 2001: Cruce de Caminos, & Perico Sambeat
- 2002: Pasajes Passages, & Perico Sambeat
- 2002: Un Ramito de Locura, & Carmen Linares
- 2004: La Nueva Escuela de la Guitarra Flamenca
- 2004: Andando el Tiempo
- 2012: Travesia
- 2015: Jazzpaña Live, & Ulf Wakenius
- 2016: Logos, & Ulf Wakenius

## Fordítás
Ez a szócikk részben vagy egészben  a   Gerardo Núñez című angol Wikipédia-szócikk ezen változatának fordításán alapul.  Az eredeti cikk szerkesztőit annak laptörténete sorolja fel. Ez a jelzés csupán a megfogalmazás eredetét és a szerzői jogokat jelzi, nem szolgál a cikkben szereplő információk forrásmegjelöléseként.